# Woodfordia
Woodfordia é um género botânico pertencente à família Lythraceae.